# Monohelea tesselata
Monohelea tesselata är en tvåvingeart som först beskrevs av Zetterstedt 1850.  Monohelea tesselata ingår i släktet Monohelea och familjen svidknott. Inga underarter finns listade i Catalogue of Life.